# Gmina Slagelse (1970–2006)
Gmina Slagelse (duń. Slagelse Kommune) była w latach 1970–2006 (włącznie) jedną z gmin w Danii w okręgu zachodniej Zelandii (Vestsjællands Amt). 
Siedzibą władz gminy było miasto Slagelse. 
Gmina Slagelse została utworzona 1 kwietnia 1970 na mocy reformy podziału administracyjnego Danii. Po kolejnej reformie w 2007 r. weszła w skład nowej gminy Slagelse.

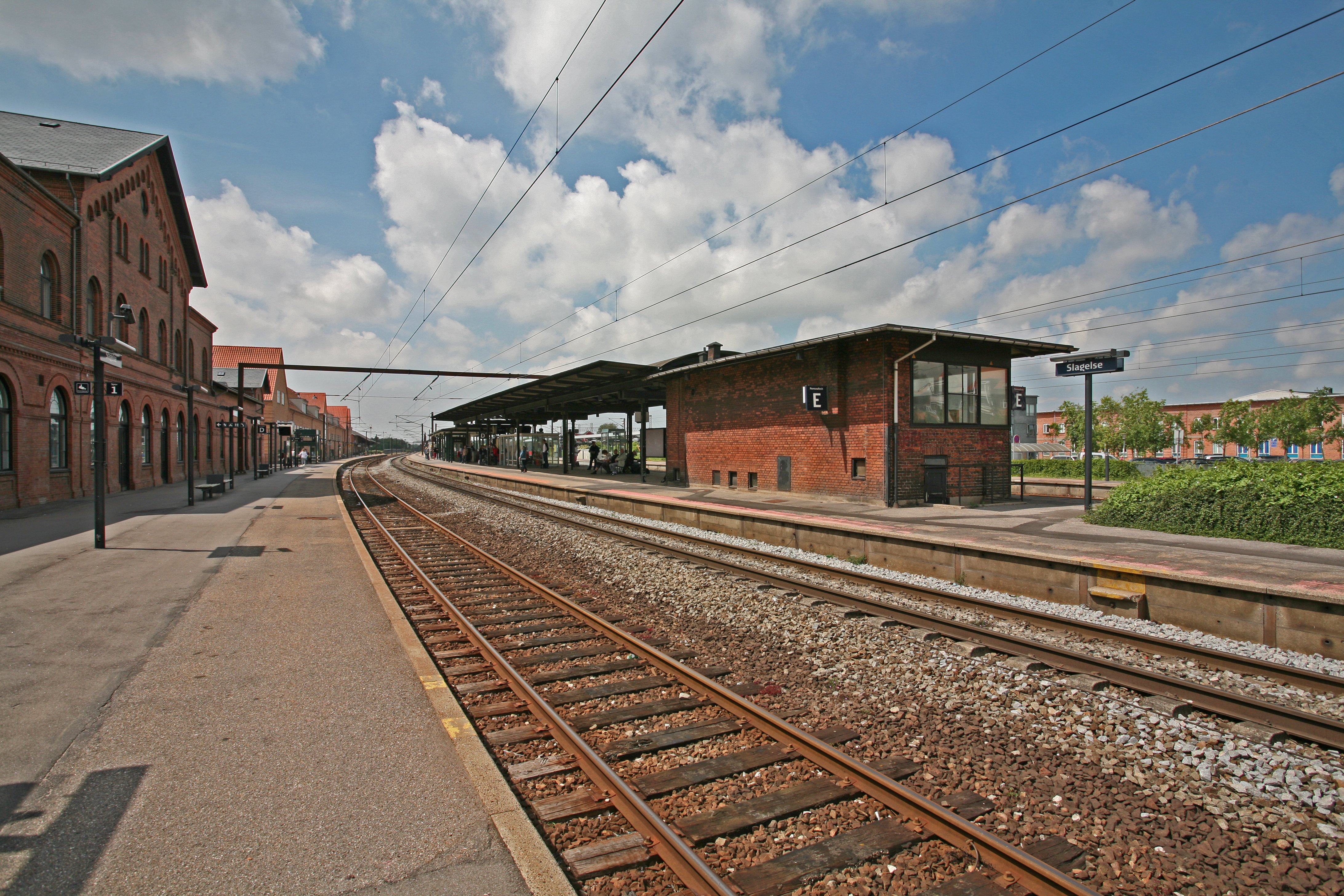
Slagelse (stacja kolejowa)

## Dane liczbowe
- Liczba ludności: (♀ 18 117 + ♂ 18 816) = 36 933
  - wiek 0-6: 8,5%
  - wiek 7-16: 12,1%
  - wiek 17-66: 66,6%
  - wiek 67+: 12,8%
- zagęszczenie ludności: 192,4 osób/km²
- bezrobocie: 6,3% osób w wieku 17-66 lat
- cudzoziemcy z UE, Skandynawii i USA: 84 na 10 000 osób
- cudzoziemcy z krajów Trzeciego Świata: 478 na 10 000 osób
- liczba szkół podstawowych: 9 (liczba klas: 189)